# Camila Leites
Camila Leites (Buenos Aires, Argentina; 2 de mayo de 1990) es una futbolista argentina que juega como defensora en Lanús de la Primera División Femenina de Argentina.

## Biografía
Camila Leites nació el 2 de mayo de 1990 en Ciudad Autónoma de Buenos Aires. En 2015 – 2016 participó como jugadora del Club Atlético Platense. Del 2016 al 2018, jugó en el San Lorenzo de Almagro y en 2019, volvió a Platense para participar en el primer campeonato de fútbol femenino profesional en la Argentina. En enero de 2023 se suma como refuerzo a Lanús y comienza la pretemporada con el conjunto granate.